# Friedensglocke (Bad Neustadt an der Saale)

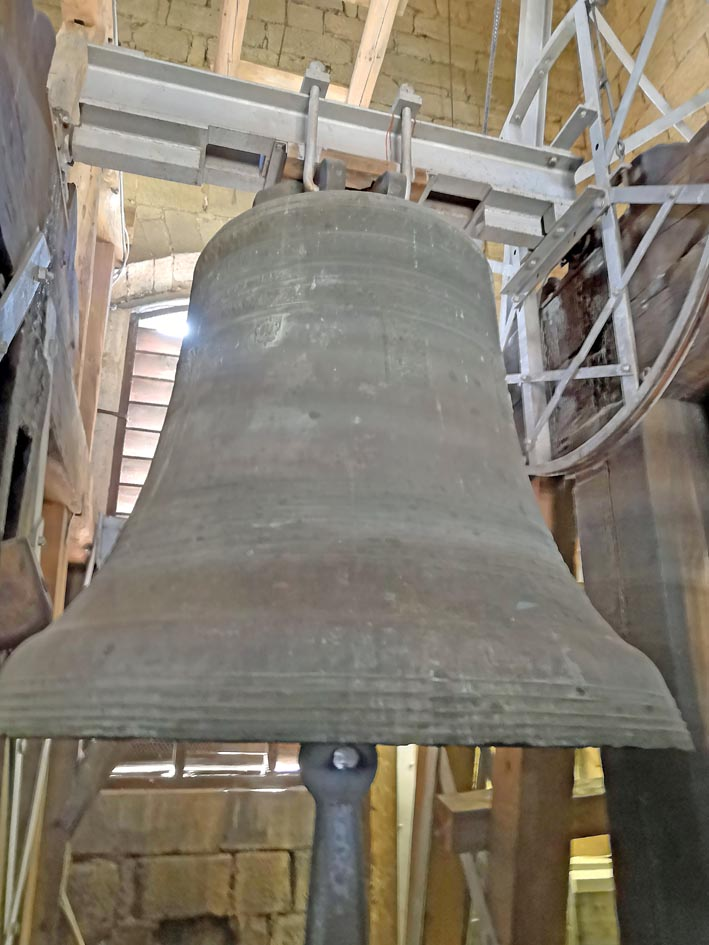
Die Friedensglocke der Stadtpfarrkirche von Bad Neustadt

Die Friedensglocke ist eine von vier Glocken der Stadtpfarrkirche Mariä Himmelfahrt (Bad Neustadt). Neben dem umgangssprachlich populären Namen „Friedensglocke“ wurde sie eigentlich auf den Namen „Johannes Baptista“ (Johannes der Täufer) getauft.

## Geschichte

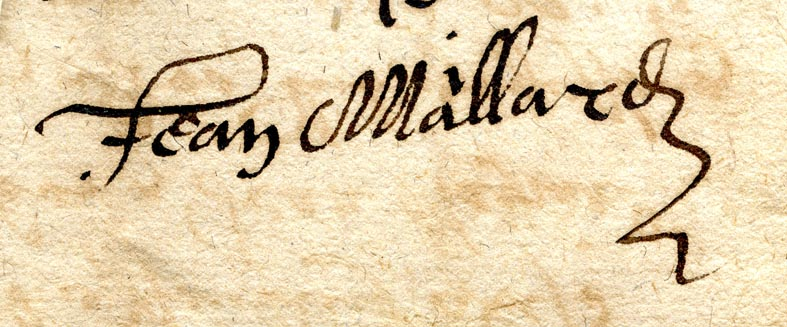
Unterschrift von Jean Maillard auf dem Vertrag zum Glockenguss

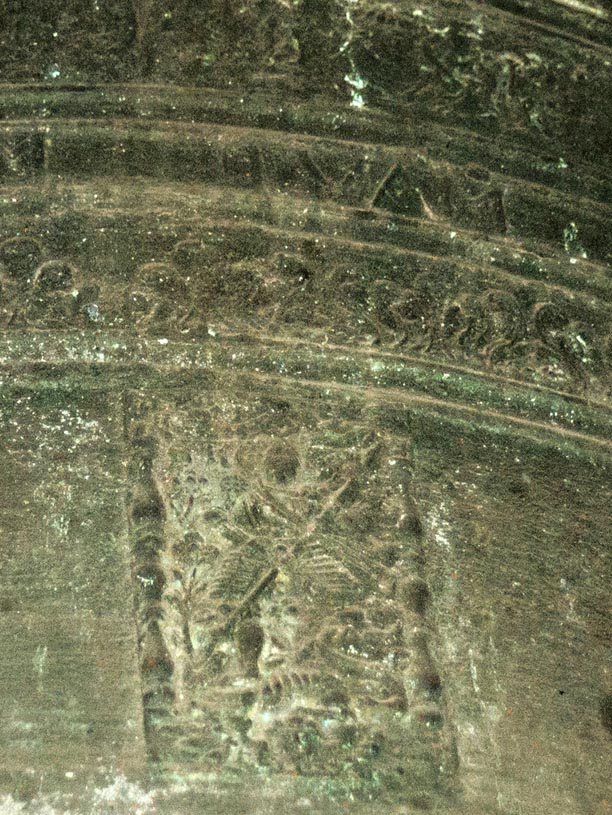
St. Georg als Drachentöter auf der „Friedensglocke“ in der Stadtpfarrkirche

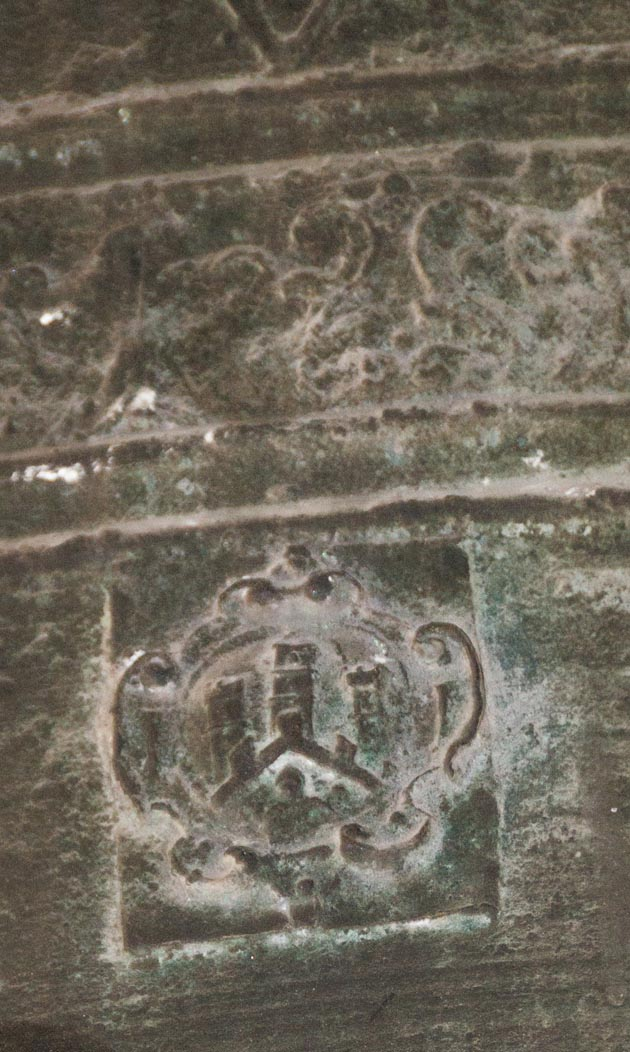
Wappen der Stadt Bad Neustadt auf der Glocke

Die Friedensglocke wurde im Jahr des Westfälischen Friedens 1648 gegossen. Wie man aus der Chronik des Bürgermeisters Valentin Herr erfahren kann, hatte sich der Glockengießer Jean Maillard aus Toul auf der Durchreise in Bad Neustadt aufgehalten. Nachdem die ursprüngliche Kirchenglocke schadhaft war, konnten die Bürger der Stadt den Glockengießer engagieren eine neue Glocke zu erschaffen. Ursprünglich wurde sie für die Vorgängerkirche St. Oswald hergestellt.
Glockenguss erfolgte am 29. Mai 1648. Der Vertrag sah drei Zahlungstermine für die Raten vor. Einmal zu Beginn der Arbeiten. Dann bei der Fertigstellung des Gusses. Die letzte Rate folgte zum Ende des Jahres 1649.

## Inschrift und Verzierung
Die Inschrift der Glocke lautet: PARCE DOMINE, PARCE POPULIO ET NE DES HAEREDITATEM TVAM IN OPPROBRIUM
Deutsch: Hab Mitleid, Herr, mit deinem Volk und überlass dein Erbe nicht der Schande, damit die Völker nicht über uns spotten (Joel 2,17) Auf der Glocke befinden sich mehrere Verzierungen. Die wichtigsten drei sind: a) das Stadtwappen b) Maria mit dem Jesuskind c) St. Georg als Drachentöter.

## Technisches
Die Glocke hat ein Gewicht von 2098 Kilogramm. Der Glockenton ist „des“.